# Gran San Fernando del Valle de Catamarca
Se denomina Gran San Fernando del Valle de Catamarca a la aglomeración urbana que se extiende de la ciudad argentina de San Fernando del Valle de Catamarca dentro de la provincia de Catamarca, a los departamentos Valle Viejo y Fray Mamerto Esquiú.
Es la aglomeración más poblada de la provincia de Catamarca y la N° 21 a nivel nacional.
Según el censo 2010 cuenta con 200,100 habitantes (Indec, 2010).
En el anterior censo contaba con 175,265 habitantes (Indec, 2001), lo que representa un incremento poblacional del 14,16%.

## Evolución demográfica
| San Fernando del Valle de Catamarca | Capital             | 160.058 | 141.260 | 110.189 | 77.931 | 57.228 | 45.929 |
| San Isidro                          | Valle Viejo         | 28.291  | 23.707  | 17.250  | 10.501 | 7.182  | 4.775  |
| Santa Rosa                          | Valle Viejo         | [ 7 ]   | 6.682   | 4.504   | S/D    | S/D    | S/D    |
| San Isidro                          | Valle Viejo         | [ 7 ]   | 4.569   | 4.302   | S/D    | S/D    | S/D    |
| Pozo del Mistol                     | Valle Viejo         | [ 7 ]   | 3.245   | 1.218   | S/D    | S/D    | S/D    |
| Sumalao                             | Valle Viejo         | [ 7 ]   | 2.234   | 1.564   | S/D    | S/D    | S/D    |
| Polcos                              | Valle Viejo         | [ 7 ]   | 2.094   | 1.115   | S/D    | S/D    | S/D    |
| El Bañado                           | Valle Viejo         | [ 7 ]   | 1.811   | 1.682   | S/D    | S/D    | S/D    |
| Villa Dolores                       | Valle Viejo         | [ 7 ]   | 1.538   | 1.563   | S/D    | S/D    | S/D    |
| San José                            | Fray Mamerto Esquiú | 11.751  | 10.658  | 8.216   | [ 8 ]  | [ 8 ]  | [ 8 ]  |
| San José                            | Fray Mamerto Esquiú | [ 9 ]   | 2.064   | 1.715   | [ 8 ]  | [ 8 ]  | [ 8 ]  |
| La Tercena                          | Fray Mamerto Esquiú | [ 9 ]   | 1.856   | 1.102   | [ 8 ]  | [ 8 ]  | [ 8 ]  |
| La Falda de San Antonio             | Fray Mamerto Esquiú | [ 9 ]   | 1.713   | 1.201   | [ 8 ]  | [ 8 ]  | [ 8 ]  |
| San Antonio                         | Fray Mamerto Esquiú | [ 9 ]   | 1.564   | 1.166   | [ 8 ]  | [ 8 ]  | [ 8 ]  |
| La Carrera                          | Fray Mamerto Esquiú | [ 9 ]   | 1.139   | 1.085   | [ 8 ]  | [ 8 ]  | [ 8 ]  |
| El Hueco                            | Fray Mamerto Esquiú | [ 9 ]   | 673     | 527     | [ 8 ]  | [ 8 ]  | [ 8 ]  |
| Total                               |                     | 200.100 | 175.265 | 135.655 | 88.432 | 64.410 | 50.704 |

## Transporte público
En el Gran Catamarca el transporte público está presente en todas las ciudades y localidades

### Colectivos
| Línea | Empresa propietaria      | Ciudad o localidad | Servicio    |
| ----- | ------------------------ | --- | ----------- |
| 101   | Coop. San Fernando Ltda. | San Fernando del Valle de Catamarca | Urbano      |
| 102   | Coop. San Fernando Ltda. | San Fernando del Valle de Catamarca | Urbano      |
| 103   | GM S.R.L.                | San Fernando del Valle de Catamarca | Urbano      |
| 104   | El Nene S.R.L.           | San Fernando del Valle de Catamarca | Urbano      |
| 105   | GM S.R.L                 | San Fernando del Valle de Catamarca | Urbano      |
| 106   | La Rubi S.R.L.           | San Fernando del Valle de Catamarca | Urbano      |
| 108   | 25 de Agosto S.R.L.      | San Fernando del Valle de Catamarca | Urbano      |
| 109   | Coop. San Fernando Ltda. | San Fernando del Valle de Catamarca | Urbano      |
| 201   | 25 de Agosto S.R.L.      | San Fernando del Valle de Catamarca - Sumalao - San Isidro - Santa Rosa - San Antonio - San José de Piedra Blanca - La Tercena - La Carrera - Collagasta - Pomancillo Este - Pomancillo Oeste - Villa Las Pirquitas (Las últimas 4 localidades están fueran del aglomerado) | Interurbano |
| 202   | GM S.R.L.                | San Fernando del Valle de Catamarca - Sumalao - San Isidro - El Bañado - Santa Rosa | Interurbano |
| 203   | 25 de Agosto S.R.L.      | San Fernando del Valle de Catamarca - Sumalao - San Isidro - Villa Dolores - Polcos | Interurbano |
| 204   | GM S.R.L.                | San Fernando del Valle de Catamarca - Sumalao - San Isidro - Pozo del Mistol - Villa El Portezuelo | Interurbano |
| 207   | GM S.R.L.                | San Fernando del Valle de Catamarca - Banda de Varela | Interurbano |